# Cho Byung-kuk
Cho Byung-kuk est un footballeur sud-coréen né le 1er juillet 1981. Il évolue au poste de défenseur.

## Palmarès
- Champion de Corée du Sud en 2004 avec le Suwon Samsung Bluewings
- Champion de Corée du Sud en 2006 avec le Seongnam Ilhwa Chunma
- Vainqueur de la Ligue des champions de l'AFC en 2010 avec le Seongnam Ilhwa Chunma
- Finaliste de la Coupe de Corée du Sud en 2009 avec le Seongnam Ilhwa Chunma
- Finaliste de la Coupe de la Ligue sud-coréenne en 2006 avec le Seongnam Ilhwa Chunma